# Gola della Rossa
Gola della Rossa este o arie protejată (arie specială de conservare — SAC, sit de importanță comunitară — SCI) din Italia întinsă pe o suprafață de 1.301 ha, integral pe uscat.

## Localizare
Centrul sitului Gola della Rossa este situat la coordonatele 43°26′01″N 12°59′51″E / 43.433611°N 12.9975°E.

## Înființare
Situl Gola della Rossa a fost declarat sit de importanță comunitară în iunie 1995 pentru a proteja 9 specii de animale. Situl a fost protejat și ca arie specială de conservare în aprilie 2016.

## Biodiversitate
Situată în ecoregiunea continentală, aria protejată conține 12 habitate naturale: Peșteri inaccesibile publicului, Păduri de stejar alb estice, Păduri termofile cu Fraxinus angustifolia, Pajiști carstice calcaroase sau bazofile, de Alysso-Sedion albi, Formațiuni de Juniperus communis pe lande sau pajiști calcaroase, Păduri de Quercus ilex și Quercus rotundifolia, Pajiști alpine și subalpine calcaroase, Galerii de Salix alba și de Populus alba, Pajiști uscate seminaturale și facies de acoperire cu tufișuri pe substraturi calcaroase (Festuco-Brometalia) (* situri importante pentru orhidee), Pante stâncoase calcaroase cu vegetație casmofită, Formațiuni stabile xerotermofile de Buxus sempervirens pe pante stâncoase (Berberidion p.p.), Pseudostepă cu ierburi și specii anuale de Thero-Brachypodietea.
La baza desemnării sitului se află mai multe specii protejate:
- păsări (5): uliu păsărar (Accipiter nisus), șorecarul comun (Buteo buteo), șoim călător (Falco peregrinus), vânturel roșu (Falco tinnunculus), sfrâncioc roșiatic (Lanius collurio)
- amfibieni (1): Bombina pachypus
- mamifere (1): liliac comun (Myotis myotis)
- nevertebrate (1): Vertigo angustior
- reptile (1): șarpele cu patru dungi (Elaphe quatuorlineata)

Pe lângă speciile protejate, pe teritoriul sitului au mai fost identificate 7 specii de plante, 1 specie de păsări.